# Joseph Larmor
Joseph Larmor   (Belfast, 11 de juliol de 1857 - Holywood, 19 de maig de 1942) va ser un físic i matemàtic britànic irlandès, catedràtic lucasià de la Universitat de Cambridge.

## Vida i Obra
Larmor va fer els estudis secundaris a la Royal Belfast Academical Institution i es va graduar al Queen's College de Belfast. A continuació va estudiar al St. John's College de la universitat de Cambridge on es va graduar el 1880 essent senior wrangler i Premi Smith, és a dir l'alumne més destacat en matemàtiques.
De 1880 a 1885 va estar donant classes de física al Queen's College de Galway (actualment: Universitat Nacional d'Irlanda, Galway). El 1885 va tornar al St. John's College, del qual havia estat nomenat fellow en graduar-se. El 1903, en morir George Gabriel Stokes, va ser nomenat el seu successor en la càtedra Lucasiana, que va ocupar fins al 1932 en que es va retirar. També va ser membre del parlament britànic de 1911 a 1922, en el qual es va mostrar com un fervent unionista. En retirar-se, se'n va tornar a viure a Irlanda, a Holywood (Comtat de Down), prop de Belfast.
Les recerques per les que Larmor és recordat van tenir lloc a la dècada 1892-1901 i van ser complementaris a les de Lorentz. La que és considerada la seva obra més important, Aether and Matter, va ser publicada el 1900. La seva obra científica se centra en l'electromagnetisme, la òptica, la geodinàmica i la mecànica analítica. En els darrers anys de la seva carrera es va oposar a la teoria de la relativitat d'Einstein, basant-se en consideracions físiques i filosòfiques i no pas en la seva dificultat matemàtica, com havien fet molts altres científics opositors.